# Редиу (Скантеја)
Редиу (рум. Rediu) насеље је у Румунији у округу Јаши у општини Скантеја. Oпштина се налази на надморској висини од 229 m.

## Становништво
Према подацима из 2011. године у насељу је живело 174 становника.